# Petar Ćiritović
Petar Ćiritović (Zagreb, 3. kolovoza 1978.) je hrvatski glumac i ekonomist, rođen i odrastao u zagrebačkom naselju Dubrava. Pohađao je te uspješno završio Ekonomski fakultet i Akademiju dramskih umjetnosti. Zaslužan je za mnoge televizijske i filmske uloge, a mnogima je najprepoznatljiviji po ulozi Luke Dragana u seriji "Obični ljudi". Najviše se puta okušao u ulogama negativaca pa ga se zbog toga smatra najboljim i najuspješnijim hrvatskim antagonistom.

## Filmografija

### Televizijske uloge
- "Blago nama" kao Milan (2020.)
- "Dragi susjedi" kao Alan Perković (2018.)
- "Prava žena" kao Slaven Bosnar (2016. – 2017.)
- "Patrola na cesti" kao Luka (2015.)
- "Zora dubrovačka" kao Martin Andreotti (2013. – 2014.)
- "Ruža vjetrova" kao Goran Kraljević (2013.)
- "Pod sretnom zvijezdom" kao Slaven Nikolić (2011.)
- "Dolina sunca" kao Juran Vitezović (2009. – 2010.)
- "Zakon ljubavi" kao Matej Nardelli (2008.)
- "Zauvijek susjedi" kao Mico Cokolico (2008.)
- "Dobre namjere" kao Štaksov prijatelj (2008.)
- "Ne daj se, Nina" kao Petar Vidić (2007. – 2008.)
- "Urota" kao Boris Marić (2007.)
- "Obični ljudi" kao Luka Dragan (2006. – 2007.)

### Filmske uloge
- "Ljubav ili smrt" kao Albert (2014.)
- "Lea i Darija" kao novi portir (2011.)
- "Čovjek ispod stola" kao gradski službenik (2009.)

### Sinkronizacija
- "Psići u ophodnji: Film" kao vozač kamiona Gus (2021.)

## Vanjske poveznice
- Petar Ćiritović u internetskoj bazi filmova IMDb-u (engl.)